# Aristillus (cràter)

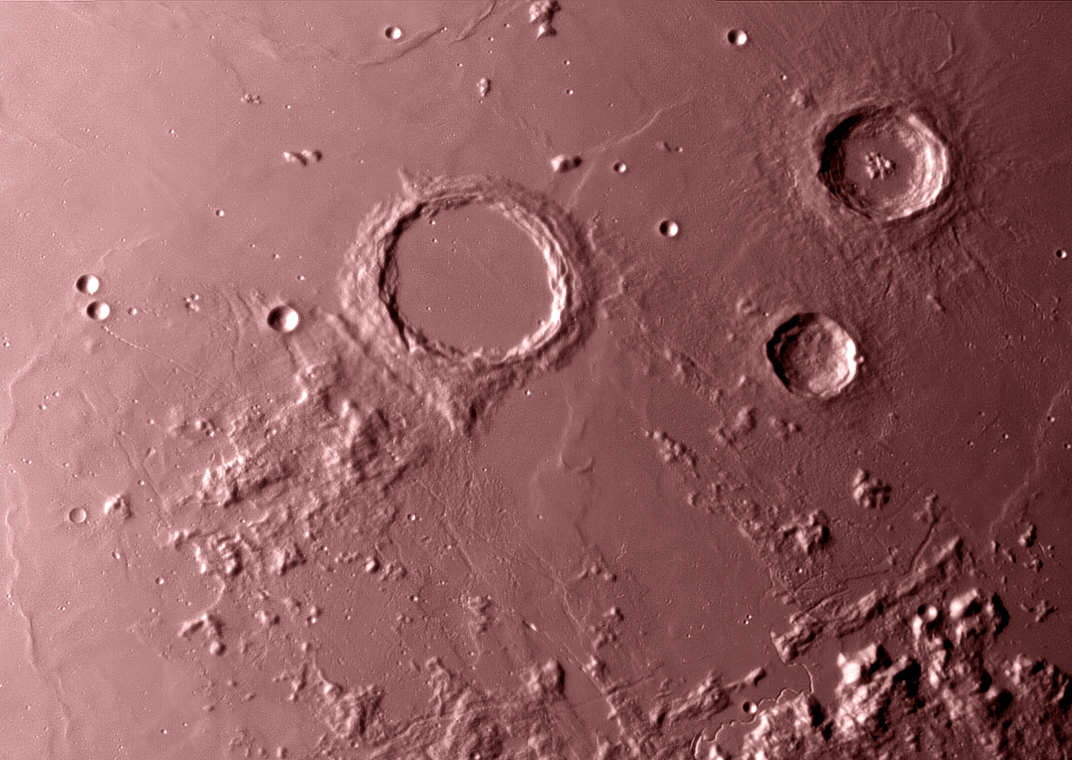
[Aristillus és el cràter a dalt a la dreta d'aquesta imatge infraroja. Imatge cortesia de NOT i SOTA: M. Gålfalk, G. Olofsson, and H.-G. Florén, presa amb la càmera SIRCA.

Aristillus és un prominent cràter d'impacte lunar que es troba en el Mare Imbrium oriental.
Directament al sud hi ha el cràter més petit Autòlic, mentre que cap al sud-oest es troba el gran cràter Arquimedes. L'àrea del mar cap al sud-oest es denomina Sinus Lunicus. Al nord-est s'hi troben els cràters Teatet i Cassini.
La vora d'Aristillus té una àmplia rampa, amb un exterior irregular pel material expulsat que és relativament fàcil de distingir contra la superfície llisa del mar circumdant. L'impacte del cràter ha creat un sistema de marques radials que s'estén fins a una distància de més de 600 quilòmetres. A causa d'aquests rajos, Aristillus està assignat com a part del període Copernicà.
La vora és, en general, de forma circular, encara que presenta un lleuger aspecte hexagonal. Les parets interiors de la vora tenen una superfície en forma de terrassa, i descendeixen a un interior relativament rugós que no ha estat inundat per la lava. A mitjà del cràter es localitza un conjunt de tres pics agrupats, que s'eleven a una altura d'aproximadament 0,9 km.
En els exteriors del nord de la rampa d'Aristillus apareixen les restes d'un cràter palimpsest. És la vora d'un antic cràter, que ha estat gairebé totalment submergit pels fluxos de lava als voltants del Mare Imbrium. L'extrem sud de la vora ha estat cobert pel material expulsat des d'Aristillus. Al llarg de la paret interna de l'est la vora és una inusual cinta estreta de material fosc.

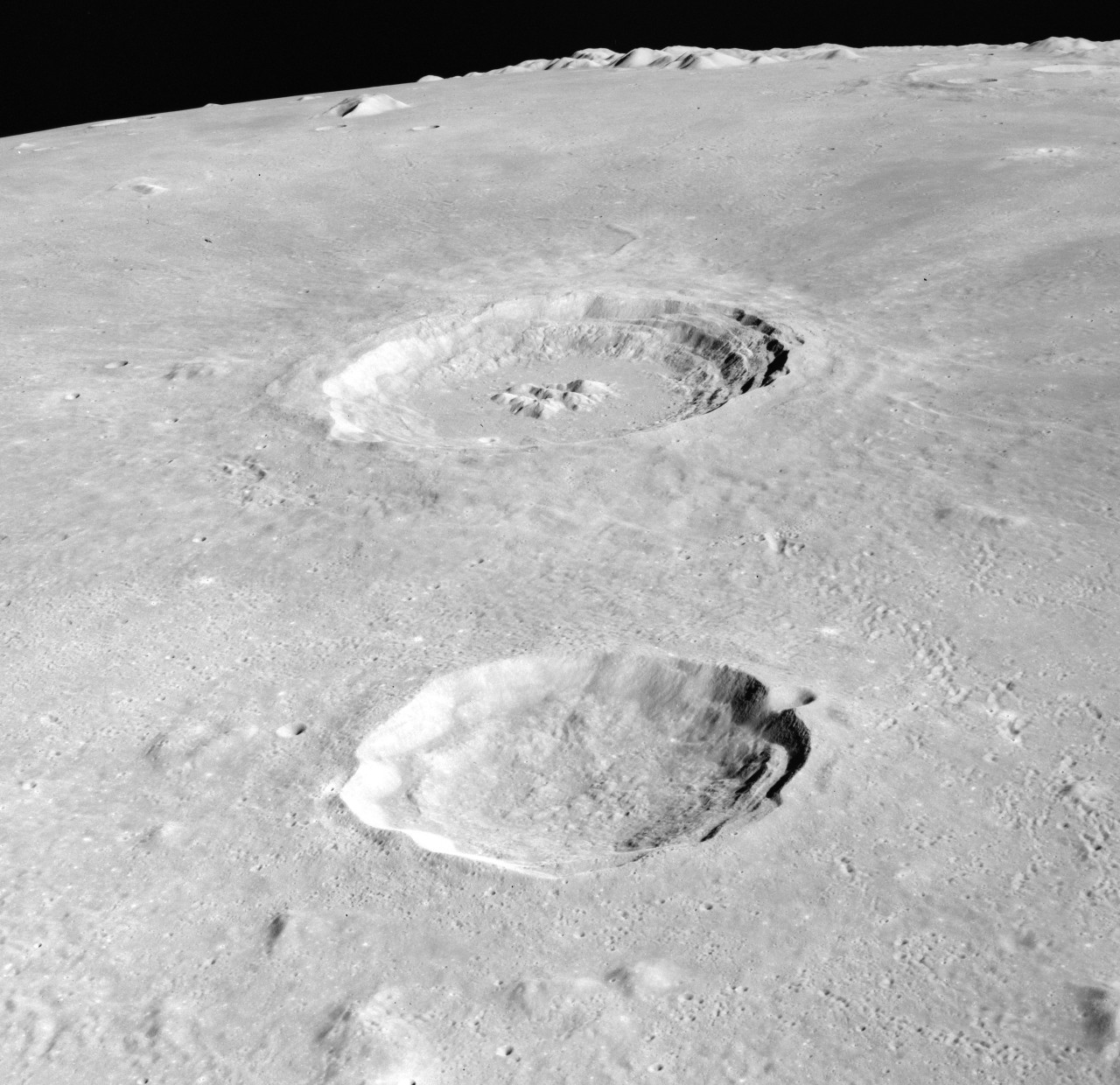
Fotografia de la missió Apol·lo 15

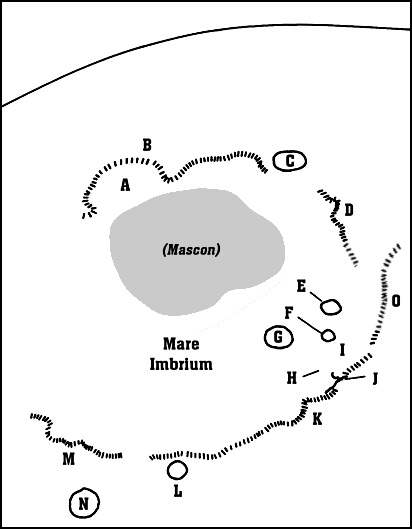
Mapa de detall dels elements del Mare Imbrium. Aristillus està marcat amb la lletra "I".

El grup musical britànic Camel va donar a la primera cançó del seu àlbum Moonmadness de 1976 el nom d'aquest cràter.

## Cràters satèl·lit
Per convenció aquests elements són identificats en els mapes lunars posant la lletra en el costat del punt mitjà del cràter que està més prop d'Aristillus.
|            | \| Aristillus \| Coordenades \| Diàmetre \| \| ---------- \| ---------------------------------- \| -------- \| \| A \| 33° 36′ N, 4° 30′ E / 33.6°N,4.5°E \| 5 km \| \| B \| 34° 48′ N, 1° 54′ O / 34.8°N,1.9°O \| 8 km \| |          |
| Aristillus | Coordenades | Diàmetre |
| A          | 33° 36′ N, 4° 30′ E / 33.6°N,4.5°E | 5 km     |
| B          | 34° 48′ N, 1° 54′ O / 34.8°N,1.9°O | 8 km     |

### Altres referències
- (WGPSN), IAU Working Group for Planetary System Nomenclature. «Gazetteer of Planetary Nomenclature. 1:1 Million-Scale Maps of the Moon» (en anglès).  UAI / USGS, 13-02-2013. [Consulta: 6 abril 2016].
- Andersson, L. E.; Whitaker, E. A.,. NASA Catalogue of Lunar Nomenclature (en anglès).  NASA RP-1097, 1982.
- Blue, Jennifer. «Gazetteer of Planetary Nomenclature» (en anglès).  USGS, 25-07-2007. [Consulta: 2 gener 2012].
- Bussey, B.; Spudis, P.. The Clementine Atlas of the Moon (en anglès).  Nueva York: Cambridge University Press, 2004. ISBN 0-521-81528-2.
- Cocks, Elijah E.; Cocks, Josiah C.. Who's Who on the Moon: A Biographical Dictionary of Lunar Nomenclature (en anglès).  Tudor Publishers, 1995. ISBN 0-936389-27-3.
- McDowell, Jonathan. «Lunar Nomenclature» (en anglès).   Jonathan's Space Report, 15-07-2007. [Consulta: 2 gener 2012].
- Menzel, D. H.; Minnaert, M.; Levin, B.; Dollfus, A.; Bell, B. «Report on Lunar Nomenclature by The Working Group of Commission 17 of the IAU» (en anglès). Space Science Reviews, 12, 1971, pàg. 136.
- Moore, Patrick. On the Moon (en anglès).  Sterling Publishing Co, 2001. ISBN 0-304-35469-4.
- Price, Fred W. The Moon Observer's Handbook (en anglès).  Cambridge University Press, 1988. ISBN 0521335000.
- Rükl, Antonín. Atlas of the Moon (en anglès).  Kalmbach Books, 1990. ISBN 0-913135-17-8.
- Webb, Rev. T. W.. Celestial Objects for Common Telescopes, 6ª edición revisada (en anglès).  Dover, 1962. ISBN 0-486-20917-2.
- Whitaker, Ewen A. Mapping and Naming the Moon (en anglès).  Cambridge University Press, 2003. 978-0-521-54414-6.
- Wlasuk, Peter T. Observing the Moon (en anglès).  Springer, 2000. ISBN 1-85233-193-3.